# كاستيجليوني اولونا
كاستيليوني أولونا هي مدينة و بلدية في مقاطعة فاريزي في لومباردي . لقد بلغ عدد سكانها في31 ديسمبر 2015، 7753 نسمة. 

## التاريخ
يعود تاريخ نشأت مدينة كاستيجليوني أولونا حوالي القرن الخامس الميلادي بعد ما سيطرت عليها الإمبراطورية الرومانية و دخول القوات الرومانية للجنرال ستيليكون مع معسكره على الضفاف الغنية لنهر أولونا. ثم سجل المؤرخون دخل اللومبارديون القرية واستولوا عليها حتى أصبحت ملك لعائلة كاستيجليوني وهم المالكون الوحيدون للأرض من حوالي عام 1000 بعد الميلاد.و ظهر أول مجمع سكني.لقد خاضت العائلة العديد من المعارك من أجل السيطرة على الأراضي، و خاصة مع عائلة تورياني و التي شكلت تحالفًا مع عائلة كاستيجليوني بعد ذلك. و قاموا ببناء أسوار حول القرية لحماية أنفسهم من الأعداء.
استمرت حالة عدم الاستقرار حتى عام 1422،و أصبحت كاستيليوني أولونا تحت رعاية الكاردينال براندا كاستيليوني في 4 فبراير 1350- 3 فبراير 1443.مهد الحركة الإنسانية المسيحية في لومباردي.
ساهم أحفاد عائلة كاستيليوني في الحفاظ على تراث القرية الثمين و منهم إيرل لودوفيكو ، الذي أعاد حب البلدة القديم للفنون و أصولها التاريخية ، حيث اجتمع بعض أهم الفنانيين الإيطاليين في السبعينات ب "بوليميرو آرتي" للقيام بلوحات فنية غير إعتيادية ، و هذا أعاد نشرت صورة المدينة و قيمتها الفنية .
اليوم لم يعد من الممكن زيارة سوى جزء صغير من الأسوار القريبة من القلعة. في عام 1422، حصل الكاردينال براندا دا كاستيجليوني على إذن من البابا مارتن الخامس لبناء كنيسة كوليجياتا (سانتي ستيفانو ولورينزو)؛ تحتوي الكنيسة على لوحات جدارية منسوبة إلى ماسولينو . 
و أصبح يُستخدم اليوم قصر الكاردينال براندا الذي يعود تاريخه إلى القرنين الخامس عشر والسادس عشر كمتحف، ولا يزال يحتوي على كنيسة ،وعدد من الجدران المزخرفة باللوحات الجدارية الفنية ، التي يُنسب بعضها إلى الرسام السييني فيكيتا .

## المدن التوأم - المدن الشقيقة
ترتبط كاستيجليوني أولونا بعلاقة توأمة مع:
- إيتوبس، فرنسا

## الرياضة
- يُعد مجمع ملعب فاريزينا وستاديو كومونالي دي فينيغونو مقرًا لفريق كرة القدم فاريزينا سبورت CV SSD.

- قام نادي موتو كاستيجليوني أولونا بتنظيم سباق الدراجات النارية والمسار على طريق آسياجو. وقد استضافت أحداثًا مهمة، بما في ذلك جولات التصفيات لكأس العالم لسباقات السرعة في عامي 1976 و1980 [6] وجولة تأهيلية لبطولة العالم لسباقات السرعة في عام 1978. [7]

يقع موقع مضمار السابق في مركز فاريسينا الرياضي،الذي يحتوي اليوم على ملعبين لكرة القدم الصناعيين وملعب داخلي مغطى أصغر حجمًا.